# Diocese de Osorno
A Diocese de Osorno (em latim: Dioecesis Osornensis) é uma diocese localizada na cidade de Osorno, pertencente a Arquidiocese de Puerto Montt no Chile. Foi fundada em 15 de novembro de 1955 pelo Papa Pio XII. Com uma população católica de 131.220 habitantes, sendo 51,9% da população total, possui 22 paróquias com dados de 2017.

## História
A Diocese de Osorno foi criada em 15 de novembro de 1955 pelo Papa Pio XII através da cisão da Diocese de Valdivia. 

## Lista de bispos
A seguir uma lista de bispos desde a criação da diocese e em 1955. 
|        | Nome                                    | Período   | Notas                               |
| Bispos | Bispos                                  | Bispos    | Bispos                              |
| ------ | --------------------------------------- | --------- | ----------------------------------- |
| 7º     | Carlos Alberto Godoy Labraña            | 2023-     |                                     |
| 6º     | Jorge Enrique Concha Cayuqueo, OFM      | 2020-2023 | Nomeado Bispo de Temuco             |
| 5º     | Juan Barros Madrid                      | 2015-2018 | Renunciou                           |
| 4º     | René Osvaldo Rebolledo Salinas          | 2004-2013 | Nomeado arcebispo de La Serena      |
| 3º     | Alejandro Goic Karmelic                 | 1994-2003 | Nomeado bispo coadjutor de Rancagua |
| 2º     | Miguel Caviedes Medina                  | 1982-1994 | Nomeado bispo de Los Angeles        |
| 1º     | Francisco Valdés Subercaseaux, OFM Cap. | 1956-1982 |                                     |